# 堺屋松五郎
堺屋 松五郎（さかいや まつごろう、生没年不詳）は、江戸時代の江戸前寿司職人。江戸三鮨の一つの「松ヶ鮨」の創始者で、握り寿司の創始者の一人とされる。

## 人物
生没年および幼少期については不詳である。関西の泉州堺出身という情報がある。
1830年（文政13年）、深川の安宅六間堀（現在の新大橋付近）に「松ヶ鮨」を開店する。「安宅松が寿司」とも呼ばれる。当時の江戸では、寿司は押し寿司であり、握りずしは、華屋与兵衛と堺屋松五郎が始めたとする文献が多い。江戸中で最も贅沢な寿司であるといわれる。歌川国芳による大判錦絵「縞揃女弁慶 松の鮨」があり、描かれているのは握り寿司と押し寿司である。
『嬉遊笑覧』（1830年（文政13年）刊）の記述から、握り寿司の考案者は華屋与兵衛ではなく堺屋松五郎だとする説もある。水野忠邦の発した倹約令に触れ、与兵衛寿司とともに処罰を受けている。
江戸前寿司での「握り寿司」の地位をゆるぎないものにしたという功績で、華屋与兵衛とともに後世に名を残している。